# 古茂山站
古茂山站（韓語：고무산역）是朝鮮民主主義人民共和國咸镜北道富宁郡古茂山劳动者区的一個鐵路車站，属于咸北线和茂山线。

## 邻近车站
咸北线
富寧站 - 古茂山站 - 石峰站
茂山线
古茂山站 - 西上站